# Славянка (Азербайджан)
Славя́нка (азерб. Slavyanka) — село в Кедабекском районе Азербайджана и самый крупный населённый пункт района после райцентра Кедабек.

## История

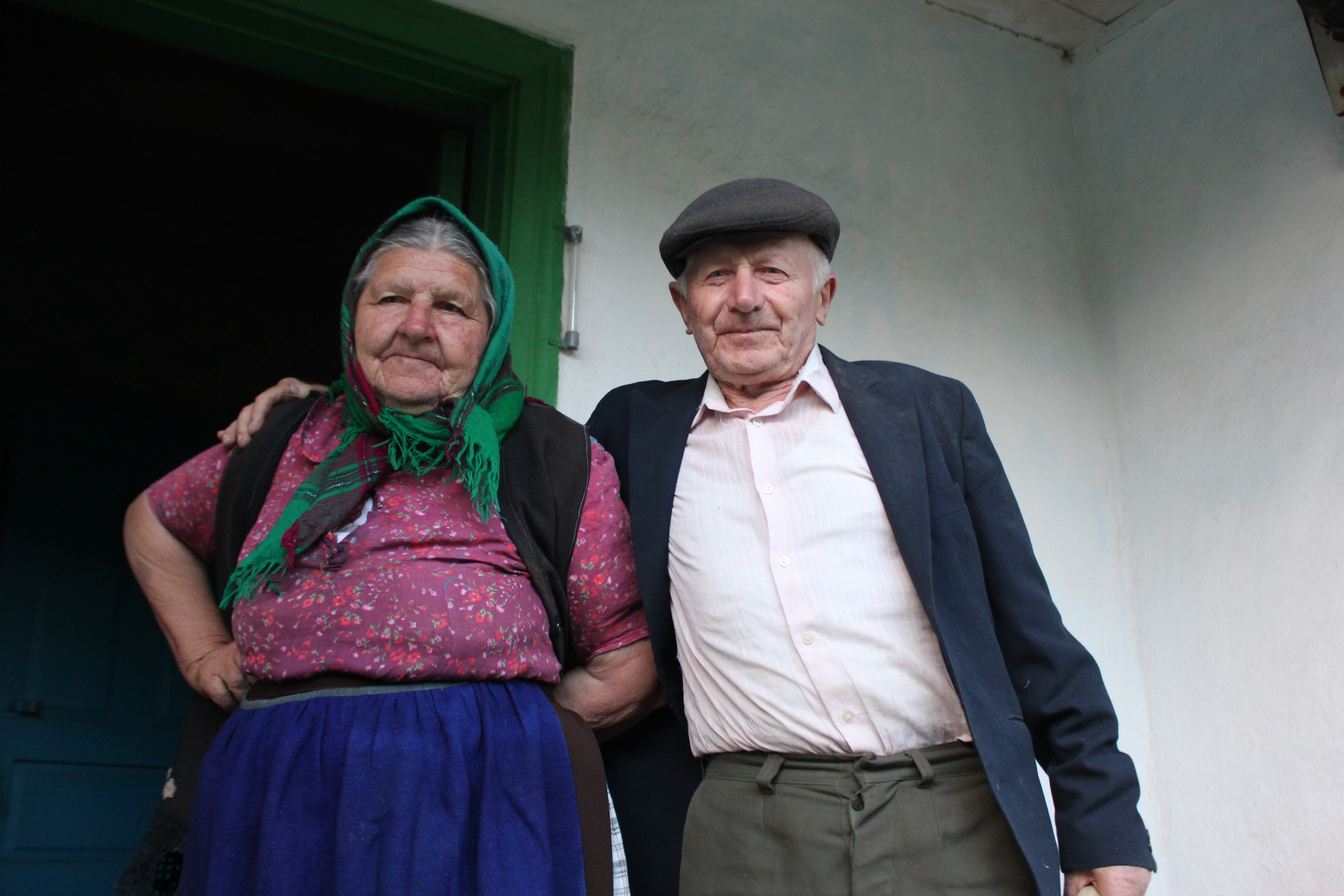
Духоборцы села Славянка

Славянка была основана в 1844 году духоборами, переселёнными царским указом с территории нынешней Запорожской области Украины, а своё название получила, скорее всего, от города Славянск, являвшегося на тот момент одним из центров духоборской общины.
В 1863 году Славянку посетил художник Василий Верещагин, позже писавший о ней как о селе в 205 домов, жители которого жили в «честности и достатке», но, будучи вынужденными приспосабливаться к жизни на периферии империи, стали менее ортодоксальны в своих религиозных принципах и употребляли табак и алкоголь.
В 1895 году духоборы Славянки, наряду с жителями шести других духоборских сёл, участвовали в массовом сожжении оружия в знак протеста против несения воинской повинности, к которой их обязывал указ 1887 года. После последовавших за этим санкционированных местной властью погромов духоробов казаками и жандармерией, возник вопрос их дальнейшего пребывания в России. Усилиями Льва Толстого удалось договориться о разрешении духоборам эмигрировать в Канаду, и уже в 1898 году около восьми тысяч духоборов, среди них жители Славянки, отбыли из порта Батум и поселились на неосвоенных землях канадской провинции Саскачеван. В Канаде духоборы основали две колонии под названием Славянка, однако к 1911 году обе колонии опустели, а их жители переселились в другие общины.
К оставшимся в кавказской Славянке духоборам подселились другие нетитульные христианские общины (молокане и др.). Часть духоборов покинула Азербайджан в 1920 году, перебравшись на север, где они основали село Славянка на своей вотчине в Запорожской области Украины и одноимённое село в Целинском районе Ростовской области России.

## Видные уроженцы
Среди известных уроженцев села — Пётр Веригин, руководитель «большой партии» духоборов на момент эмиграции в Канаду.

## Инфраструктура
В советское время в селе действовал колхоз «Путь Ильича».
В настоящее время в Славянке действует лечебно-туристический комплекс, открытый в 2007 году. Гедабекский район известен не только историческими и древними памятниками, но и благоприятным климатом, лечебными родниками. Одним из таких родников является родник «Новлу», расположенный в селе Славянка района. Вода этого родника, со своеобразными особенностями и различными полезными минералами в составе, начиная с 2004 года, выпускается в производство компанией ООО «Гедабекские Минеральные Воды» под марками «Гедабек» и «Славянка-1».